# チャールズ・カーペンター
チャールズ・カーペンター（Charles Carpenter, 1913年 - 1966年）は、アメリカ合衆国の軍人。第二次世界大戦中、アメリカ陸軍で飛行士を務めた。L-4 グラスホッパー連絡機にバズーカを取付け、敵の装甲車両を撃破したことで知られる。この戦功から、彼はバズーカ・チャーリー（Bazooka Charlie）の渾名で呼ばれた。最終階級は中佐。

## 経歴
1913年、イリノイ州エッジントンに生を受ける。大学卒業後は歴史科の教師として働いていた。

### 第二次世界大戦
1942年、陸軍に入隊。飛行士としての訓練を経て砲撃観測員となり、L-4連絡機やL-5連絡機での飛行を経験した。
1944年、フランス戦線へと派遣され、砲兵への支援および偵察といった任務に従事する。彼が搭乗していたL-4H連絡機は、体重150ポンド程度の飛行士を載せ、また無線機を搭載しない場合、232ポンド程度の物資または人員を搭載することができた。
他のL-4連絡機の飛行士から機にバズーカを搭載したという話を聞いたカーペンターは、自身の乗機にも同じようにバズーカを搭載した。
その後の数週間において、カーペンターはドイツ軍の装甲車1両と戦車4両を撃破したとされている。カーペンターの愛機は「ロージー・ザ・ロケッター」（Rosie the Rocketeer）の愛称で知られるようになった。この戦果は星条旗新聞、AP通信、ポピュラーサイエンス、The New York Sun、Libertyといった新聞・雑誌で特集された。ある取材の際には、戦争における戦い方の考え方として「攻撃、攻撃、さらに攻撃」（attack, attack and then attack again）と語った。
5両目の戦車を撃破した際、カーペンターは星条旗新聞の記者に対し「バズーカを積んだカブ（L-4連絡機）は注意しなきゃいけない。おれが出撃する度、連中は手元にある一切合切で撃ってくる。連中はカブを気にしちゃいないが、バズーカには少しばかり困っているらしい」と語った。
カーペンター少佐は終戦までに多数のドイツ軍装甲車および戦車を破壊または無力化した。少なくとも戦車6両については公的に撃破が認められている。これらの戦功に対し、複数の勲章等が授与されている。

### 戦後
1945年からカーペンターは病気に苦しめられるようになる。1946年に陸軍を名誉除隊した後、イリノイ州アーバナのアーバナ・ハイスクールで歴史科の教員として教鞭を執り、1966年に53歳で死去するまで務めた。カーペンターの遺体は故郷エッジントンの墓地に埋葬されている。